# Jean-Baptiste-Étienne de Warel
Jean-Baptiste Étienne de Warel est un religieux et homme politique français né en 1721 à Charly (Aisne) et décédé le 6 décembre 1793 à Beauvais (Oise).
Curé de Marolles en 1754, il est député du clergé aux États généraux de 1789 pour le bailliage de Villers-Cotterêts. Il vote avec la majorité et prête le serment civique en 1791. Il est ensuite officier municipal.

## Sources
- « Jean-Baptiste-Étienne de Warel », dans Adolphe Robert et Gaston Cougny, Dictionnaire des parlementaires français, Edgar Bourloton, 1889-1891 [détail de l’édition]